# Gath & Chaves
Gath y Chaves Sociedad Anónima (door de Argentijnen vaak aangeduid als "gatichaves") was een Argentijns detailhandelsbedrijf met het hoofdkantoor in Buenos Aires. Het werd opgericht in 1883 door Lorenzo Chaves (1854-1928) en Alfred Gath (1852-1936). Het werd vervolgens overgenomen door het Engelse bedrijf Harrods  en was een favoriet onder de hogere klasse van de stad. Tot de grote verscheidenheid aan producten die in de winkels van Gath & Chaves werden verkocht behoorden kleding, meubilair, parfums, grammofoonplaten, schoenen, serviesgoed en speelgoed.
Gath & Chaves was, samen met Harrods Buenos Aires, de voorloper van de winkelcentra die eind jaren 1980 in Argentinië verschenen. De naam Gath & Chaves wordt beschouwd als een van de meest herkenbare merken in Argentinië.

## Geschiedenis

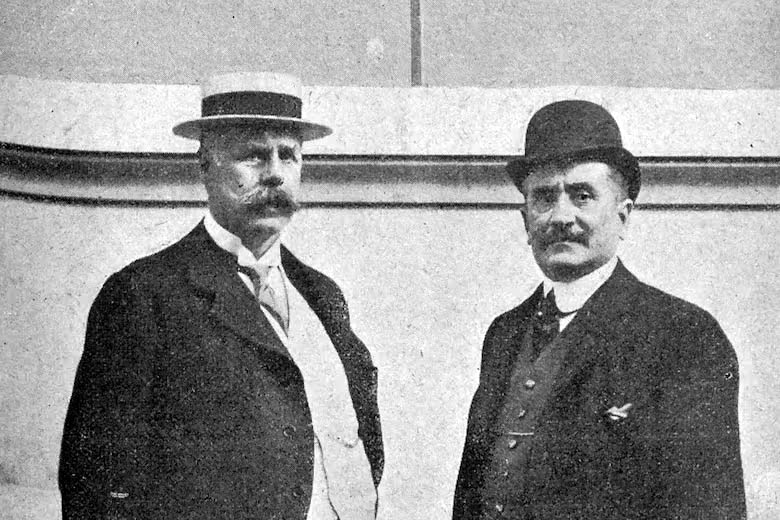
Alfred Gath (links) en Lorenzo Chávez, oprichters

De Argentijn Lorenzo Chaves en de Engelsman Alfred Henry Gath (die in 1866 met zijn gezin in Buenos Aires aankwam en zich toelegde op veehouderij) ontmoetten elkaar in 1873 in "Casa Burgos", een ander warenhuis aan Calle Cangallo en Calle Florida. Op 7 juli 1883 richtten ze "The London Horsiery de Gath & Chaves" op, hun eigen bedrijf, om herenkleding van Engelse stof te verkopen. De winkel was gevestigd in de Calle San Martín 569 in de wijk San Nicolás. Twee jaar later voegde de winkel dameskleding toe, en breidde het aanbod uit naar meubels, parfums, schoenen en andere producten.

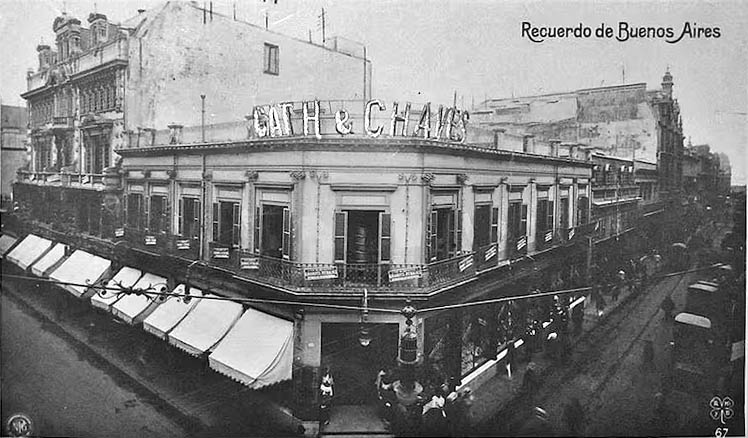
De eerste exclusieve winkel op de hoek van Calle La Piedad en Calle Florida

In 1901 opende het bedrijf een eerste exclusieve gebouw met drie verdiepingen aan de Calle La Piedad en CalleFlorida. Het gebouw werd ontworpen door architect Lorenzo Siegerist.
In maart 1908 werd de winkel een sociedad anónima met een kapitaal van $ 6.000.000. In september 1910 opende Gath & Chaves een winkel in Santiago, Chili. In die tijd had het bedrijf een eigen meubelmakerij aan de Calle Agrelo, een depot aan de Calle Venezuela en een werkplaats aan de Avenida Pueyrredón, waar 6000 werknemers pakken en jurken maakten die toen voor 10 miljoen dollar werden aangeboden.
Aan de Avenida de Mayo en Calle Perú was een bijgebouw dat uitsluitend gewijd was aan dameskleding. Het was in de jaren 1890 ontworpen door Edwin Merry voor de familie Ortiz Basualdo en vervolgens verbouwd door Salvatore Mirate toen Gath & Chaves het pand kochten. Het werd in 1908 geopend. In 1954 werd het gebouw een koffiehuis. In 1909 opende het bedrijf El Palacio de los Niños ("het Kinderpaleis") in een poging om het scala aan klanten uit te breiden. 
Nadat Engelse bedrijven interesse toonden om te investeren in Gath & Chaves, fuseerde het bedrijf in maart 1912 met D'Erlanger and Co. en veranderde de naam in "The South American Stores (Gath and Chaves) Ltd.". In ruil daarvoor zouden de oprichters tot 15 januari 1918 een winst van 5% ontvangen en werd Lorenzo Chaves benoemd tot lid van de raad van bestuur van Londen. De Britse krant The Times meldde op 30 mei 1912 dat G&C "verreweg het grootste bedrijf in Argentinië is, vergelijkbaar met de winkels van Le Bon Marché, Louvre en Printemps in Parijs, en andere grote winkels in Londen". 
Gath & Chaves openden op 19 september 1914 een nieuw gebouw aan de Cangallo (nu Teniente Gral. Perón) en Calle Florida en maakten hiervan het hoofdgebouw of "Sede Central", zoals het werd genoemd. Het 2.400 m² grote gebouw werd ontworpen door de Franse architect Francisque Fleury Tronquoy. Het had 8 verdiepingen en 5 ondergrondse verdiepingen en was daarmee het duurste gebouw van Buenos Aires. Het ontwerp is geïnspireerd op "Le Bon Marché" en "Lafayette Galeries" in Parijs. De grote hal had vier trappen. Op de bovenste verdieping was een  koffiehuis.
In 1922 werd The South American Stores (Gath y Chaves) overgenomen door het Britse bedrijf Harrods. Drie jaar later werd er vlak voor de Sede Central, op Florida nr. 232, een dubbelgebouw geopend. Het verkocht dameskleding en werd het "Anexo señoras" genaamd. Beide gebouwen waren verbonden door een ondergrondse gang. In die jaren opende G&C ook winkels in steden in de provincie Buenos Aires, zoals La Plata, Mercedes, Bahía Blanca en Azul.Vervolgens werd uitgebreid naar Rosario, Córdoba, Paraná, Mendoza en San Miguel de Tucumán. Harrods nam ook de Chileense dochteronderneming The Chilean Stores (Gath y Chaves) over, die actief was in Santiago, Valparaíso, Temuco en Valdivia.
In 1945 had het bedrijf 19 winkels en 6.000 werknemers. Het Chileense dochterbedrijf sloot in 1952 haar deuren na een langdurige staking van de werknemers die hogere salarissen eisten. 
Gath & Chaves sloot in 1974. Het hoofdgebouw op Cangallo en Florida werd gerenoveerd en werd in gebruik genomen door Banco Meridian. 
Werknemers van Gath & Chaves richtten in 1905 hun eigen voetbalteam op, "Club Harrods Gath y Chaves", dat zich aansloot bij de Argentijnse voetbalbond (AFA). Toch veranderde de club in 1907 haar naam in "Club Atlético Nacional", omdat het gebruik van commerciële handelsmerken door de vereniging verboden was.
Nacional (meer bekend als "Nacional de Floresta") speelde in de lagere divisies van het Argentijnse voetbal. Ze wonnen de Segunda División-titel in 1907.
In 1918 werd "Club Harrods Gath & Chaves" opgericht na de fusie van Club Athletic Harrod's (opgericht door werknemers van Harrods Buenos Aires in 1915 en gevestigd in de wijk Vicente López ) en Club Athletic Gath & Chaves (opgericht in mei 1918 en gevestigd in Virrey del Pino en Av. del Libertador). C.A. Harrod's activiteiten omvatten voetbal, tennis, rugby, bocce en pelota paleta. De sporten die C.A. Gath & Chaves beoefenden, waren onder andere voetbal, rugby, tennis, zwemmen en artistieke gymnastiek. Beide clubs fuseerden op 22 november 1921 tot de huidige instelling. 
Gath & Chaves was van 1925 tot 1934 de leverancier van de uitrusting voor het Argentijnse nationale voetbalelftal.